# Cuccuru Matta Masonis
Il Cuccuru Matta Masonis è una collina sarda situata nel comune di Selargius, nella città metropolitana di Cagliari. Si erge ad un'altezza di 102 metri e la località di poche case sparse ivi situata è nota come Matta Masonis. Il toponimo, in sardo campidanese, significa grossomodo collina della macchia (o degli alberi) dei greggi.

## Descrizione
La collina, che sorge alcuni chilometri a nord della città di Cagliari e della sua area metropolitana, rappresenta un rilievo isolato nell'area pianeggiante che la circonda. Situata nell'estremità settentrionale del comune di Selargius, essa si trova grossomodo a metà strada (circa 4 km) fra gli abitati di Sestu ad ovest e Settimo San Pietro ad est.
Il Cuccuru Matta Masonis è lambito ad ovest dalla strada statale 387 del Gerrei e ad est dal rio di San Giovanni. Sulla sommità del colle si trova un deposito d'acqua in disuso raggiungibile da una strada secondaria.